# Musizierhaus Deutschhausstraße 17c
Das Musizierhaus Deutschhausstraße 17c in Marburg ist ein universitätseigenes Gebäude, das aus zwei Teilen besteht: einem ehemaligen Verwaltungshaus des Botanischen Gartens und einem 1977 errichteten Musizierhaus. Das Gebäude dient heute als Übungsraum für Studierende der Philipps-Universität Marburg und ist ein wichtiger Bestandteil des studentischen Kulturangebots.

## Geschichte und Nutzung
Das ursprüngliche Verwaltungshaus des Botanischen Gartens wurde 1865 für den Botanischen Garten der Philipps-Universität erbaut. Es diente als Verwaltungsgebäude und Wohnhaus für den Gartendirektor und seine Mitarbeiter. Im Erdgeschoss befand sich die Heizkammer für die benachbarten Treibhäuser. Darüber waren die Wohnungen untergebracht. In den 1970er Jahren wurde das Gebäude erweitert, als das Musizierhaus hinzugefügt wurde. Dieses Musizierhaus wurde 1977 von dem Marburger Universitätsbund der Universität geschenkt. Zur Verfügung stehen hier etwa Räume mit Klavieren.

## Architektur
Das Gebäude besteht aus zwei Baukörpern, die unterschiedliche historische Hintergründe haben. Beim älteren Teil des Gebäudekomplexes handelt es sich um einen zweigeschossigen Bau aus rotem Sandstein mit einem Walmdach. Die Ostfassade des Verwaltungshauses ist durch zwei Risalite mit abschließendem Zwerchgiebel gegliedert. Die Fenster sind paarweise angeordnet, lediglich im Erdgeschoss der Risalite finden sich Dreierfenster. An einigen Fenstern finden sich Kleeblattbögen, am Giebel Rundbogenfriese. Die westliche Fassade ist verputzt und schlichter gestaltet. An die rückwärtige Seite wurde 1977 eine Verbindung zum neu errichteten Musizierhaus angebaut.
Der zweite Teil des Gebäudes, das Musizierhaus, wurde 1977 erbaut. Dieser Neubau, der über 20 Übungsräume für Studierende bietet, ist als Zentrum für musikalische Aktivitäten konzipiert.

## Denkmal
Das ehemalige Verwaltungshaus des Botanischen Gartens ist aufgrund seiner historischen Bedeutung und seiner künstlerischen Baugestaltung als Kulturdenkmal geschützt. Es ist ein wichtiger Bestandteil der Architektur des Alten Botanischen Gartens in Marburg und wurde als solches aus städtebaulichen und künstlerischen Gründen in die Denkmalliste aufgenommen.